# Digambara

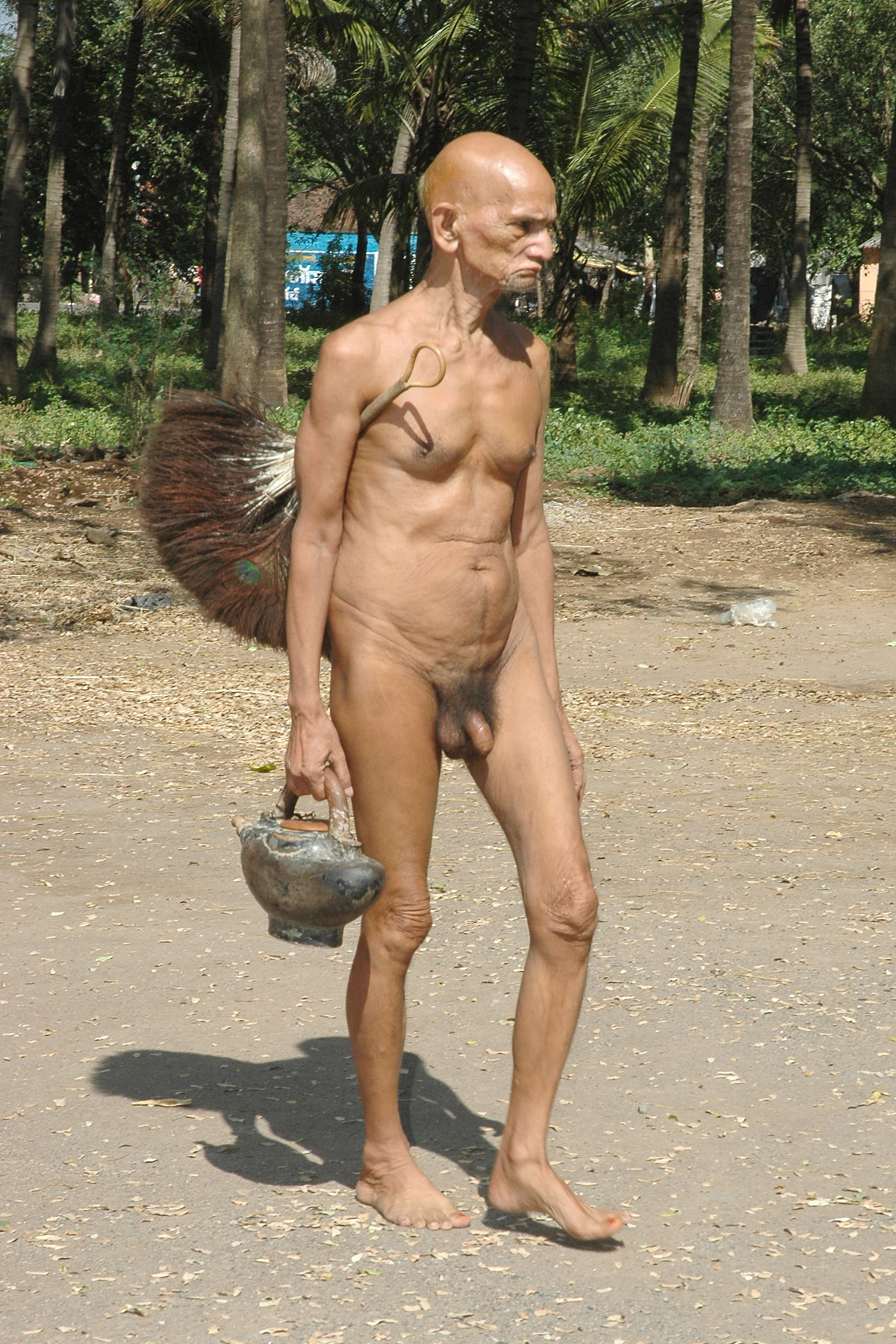
Một tu sĩ Digambara với trạng thái khỏa thân, cầm theo một bầu nước và chổi lông

Digambara (trong tiếng Ấn Độ có nghĩa là "khoác lên mình cả bầu trời" là một trong hai trường phái Kỳ Na giáo lớn ở Ấn Độ, gồm trường phái Digambara (lõa thể) trường phái còn lại là Śvētāmbara (áo trắng). Truyền thống tu giữa dòng Digambara và dòng Śvētāmbara có những khác biệt về mặt lịch sử hình thành, từ quy định về trang phục, đền thờ và hình tượng thờ, thái độ đối với các nữ tu sĩ, truyền thuyết của họ cho đến các văn bản kinh sách mà họ coi là quan trọng. Giáo phái Digambara ở Ấn Độ coi khỏa thân là biểu hiện cao nhất chứng tỏ trạng thái tự do về tinh thần của các thầy tu. Họ không còn bị chi phối từ những xúc cảm thường tình, không còn băn khoăn trước cách nhìn nhận, đánh giá của người đời. Từ Digambara trong tiếng Ấn Độ có nghĩa là "khoác lên mình cả bầu trời" (sky-clad), điều này đã phản ánh phần nào lý do tại sao các thầy tu Digambara luôn trong tình trạng khỏa thân.
Tu sĩ Digambara (Digambara Sādhu) trân trọng đức tính không bám chấp và không sở hữu bất kỳ của cải vật chất nào. Họ là một Sādhu trong truyền thống Digambar của Kỳ Na giáo, và như vậy là một người chiếm giữ nhánh cao nhất của tứ phân Sangha. Họ còn được gọi là Nirgranth có nghĩa là "một người không có bất kỳ ràng buộc nào". Tu sĩ Digambar Sādhus có 28 giới thuộc bao gồm việc tuân thủ năm lời thề tối cao là Ahimsa (không gây thương tích), lẽ thật, không trộm cắp, sống độc thân và không sở hữu. Tu sĩ Digambar Sādhu chỉ được phép mang theo một chiếc chổi lông vũ, một quả bầu nước và kinh sách bên mình. Các thầy tu Digambara tuyệt nhiên không mặc bất cứ một loại quần áo nào, họ chỉ mang theo bên mình một chiếc chổi được bện từ lông công để xua đuổi nhẹ nhàng những con côn trùng và một quả bầu khô đựng nước để rửa tay chân, họ không được tắm. 

## Thực hành

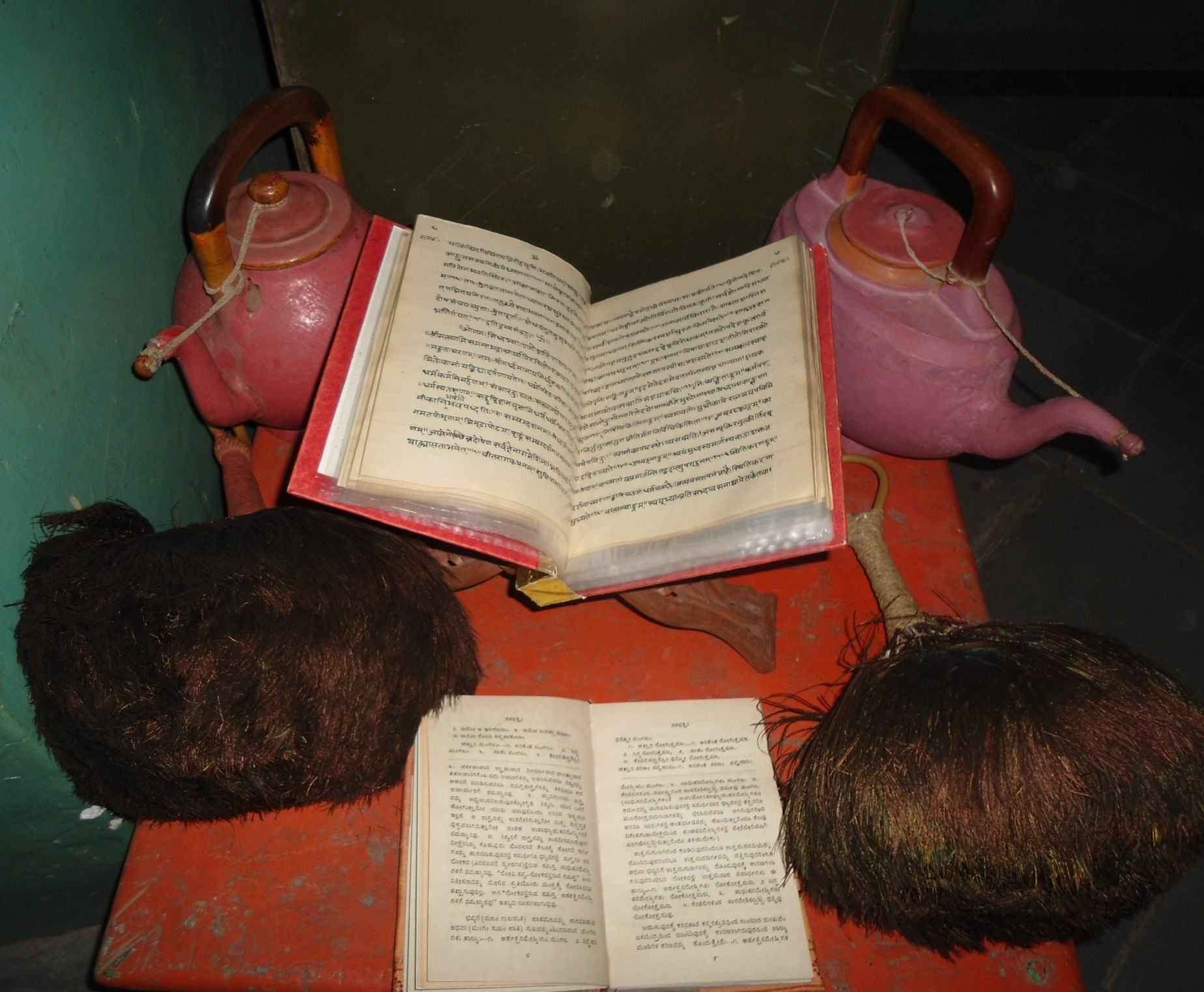
Kinh sách

Trường phái Digambara hướng những người tu hành tới lối sống cổ xưa của những người tiền sử với niềm tin tín ngưỡng rất đơn giản, ban sơ. Những thầy tu Digambara phải sống một cuộc đời khổ hạnh mà theo họ như thế mới là tu hành đích thực. Họ cũng không bao giờ sở hữu bất cứ tài sản nào, vì vậy, ngay cả chăn chiếu, giường ngủ cũng chẳng có, họ sống đúng nghĩa là những kẻ hành khất, nay đây mai đó, màn trời chiếu đất. Các thầy tu Digambara phải tuân theo những nguyên tắc rất khắt khe là phải nhịn đói vài ngày trong tuần, ăn ít hơn những gì cơ thể đòi hỏi, không sở hữu tài sản, từ bỏ những thói quen thường tình (tắm, đánh răng, cạo râu, cắt tóc), tìm tới sống ở nơi u tịch, hành xác (để mặc cơ thể trần trụi trước nắng mưa và ánh nhìn của người đời).
Các thầy tu Digambara coi tu hành là con đường đơn độc, vì vậy họ thường sống một mình, không quan trọng việc xây dựng quan hệ thân thiết với những người xung quanh. Họ không di chuyển bằng các loại phương tiện, chỉ đi bộ, không được ở bất cứ đâu lâu hơn một ngày (trừ khi trời mưa quá nặng hạt khiến họ không thể đi tiếp), phải ăn chay trường, đi xin ăn từng bữa ăn, họ không xin ăn bằng bát mà bằng hai bàn tay khum lại, cứ thế họ ăn mà không được dùng bất cứ đũa bát nào. Họ không đi các nhà xin ăn mà chỉ đứng ở một chỗ chờ người dân mang đồ ăn tới cho, họ cũng không xin nhiều, chỉ cần lòng bàn tay chứa đầy đồ ăn là không xin thêm nữa. Thường các thầy tu im lặng, nhưng nếu buộc phải nói thì họ sẽ nói đạo lý và những triết lý. Các thầy tu Digambara coi việc khỏa thân như một điều kiện tối cần thiết để thực sự trở thành một kẻ hành khất với tâm thế tự do, được cứu rỗi linh hồn khỏi những tham sân si.